# Shunsuke Fukuda (Fußballspieler, 1999)
Shunsuke Fukuda (japanisch 福田 駿介 Fukuda Shunsuke; * 3. Mai 1999 in der Präfektur Saitama) ist ein japanischer Fußballspieler.

## Karriere
Shunsuke Fukuda erlernte das Fußballspielen in der Mannschaft des Japan Soccer College FC im Kitakanbara District. Im Januar 2019 wechselte er zu Albirex Niigata (Singapur). Der Verein, ein Ableger des japanischen Zweitligisten Albirex Niigata, spielte in der ersten singapurischen Liga, der Singapore Premier League. Hier absolvierte er zwei Erstligaspiele. 2020 spielte er bei CUPS Seiro, der zweiten Mannschaft seines Jugendklubs. Mit dem Regionallisten spielte er in der Hokushin'etsu Football League, wo er in der Division 2 antrat. Für die CUPS absolvierte er 5 Regionalligaspiele. Im Februar 2021 kehrte er zu seinem ehemaligen Verein Japan Soccer College zurück.